# Cimetière militaire de Meerut
 (avril 2019).
Si vous disposez d'ouvrages ou d'articles de référence ou si vous connaissez des sites web de qualité traitant du thème abordé ici, merci de compléter l'article en donnant les références utiles à sa vérifiabilité et en les liant à la section « Notes et références ».
Le Meerut Military Cemetery  est un cimetière militaire situé à Saint-Martin-Boulogne  dans le département français du Pas-de-Calais. C'est un cimetière de la  Première Guerre Mondiale.

## Histoire
Le Meerut Military Cemetery occupe l’emplacement de l’hôpital qui accueillait les blessés de la division indienne Meerut, à Saint-Martin-Boulogne. Le nom Meerut est le nom d’une ville d’Inde. L'hôpital fixe de Meerut a été créé à Boulogne-sur-mer à partir du mois d'octobre 1914, lorsque le corps des Indiens est arrivé en France, jusqu'en novembre 1915, date de leur départ. Dès leur arrivée, les soldats indiens sont aussitôt envoyés sur le front des Flandres. En mars 1915, ils participent à l’offensive britannique sur Neuve-Chapelle et Aubers et laissent 4 047 hommes sur le terrain. Ces désastres affaiblissent les Indiens qui souffrent du froid de l’hiver du nord de la France, dans le froid et la boue des tranchées.
Au moment où l’hôpital militaire de Saint-Martin-Boulogne est fermé, le cimetière militaire attenant compte alors 279 tombes ainsi qu’un mémorial rappelant les noms de 32 officiers et hommes de troupe incinérés dans l'enceinte du cimetière en 1915.
En 1917, y seront aussi inhumés les corps de 26 ouvriers égyptiens tués lors du bombardement de Boulogne-sur-Mer par l’aviation allemande, dans la nuit du 4 au 5 septembre. Ces Égyptiens faisaient partie des Labour Corps, unités de travail composées de civils volontaires, créées par l’armée britannique pour décharger les combattants des contingences matérielles autres que militaires. Ils travaillent notamment au terrassement des tranchées, à l’entretien des routes et au déchargement des bateaux. En 1918, l’Egyptian Labour Corps comptera jusqu’à 100 000 manœuvres, employés aussi bien sur le front français qu’au Moyen Orient.
Le cimetière contient 339 sépultures de la Première Guerre mondiale; il a été conçu par l'architecte Herbert Baker.

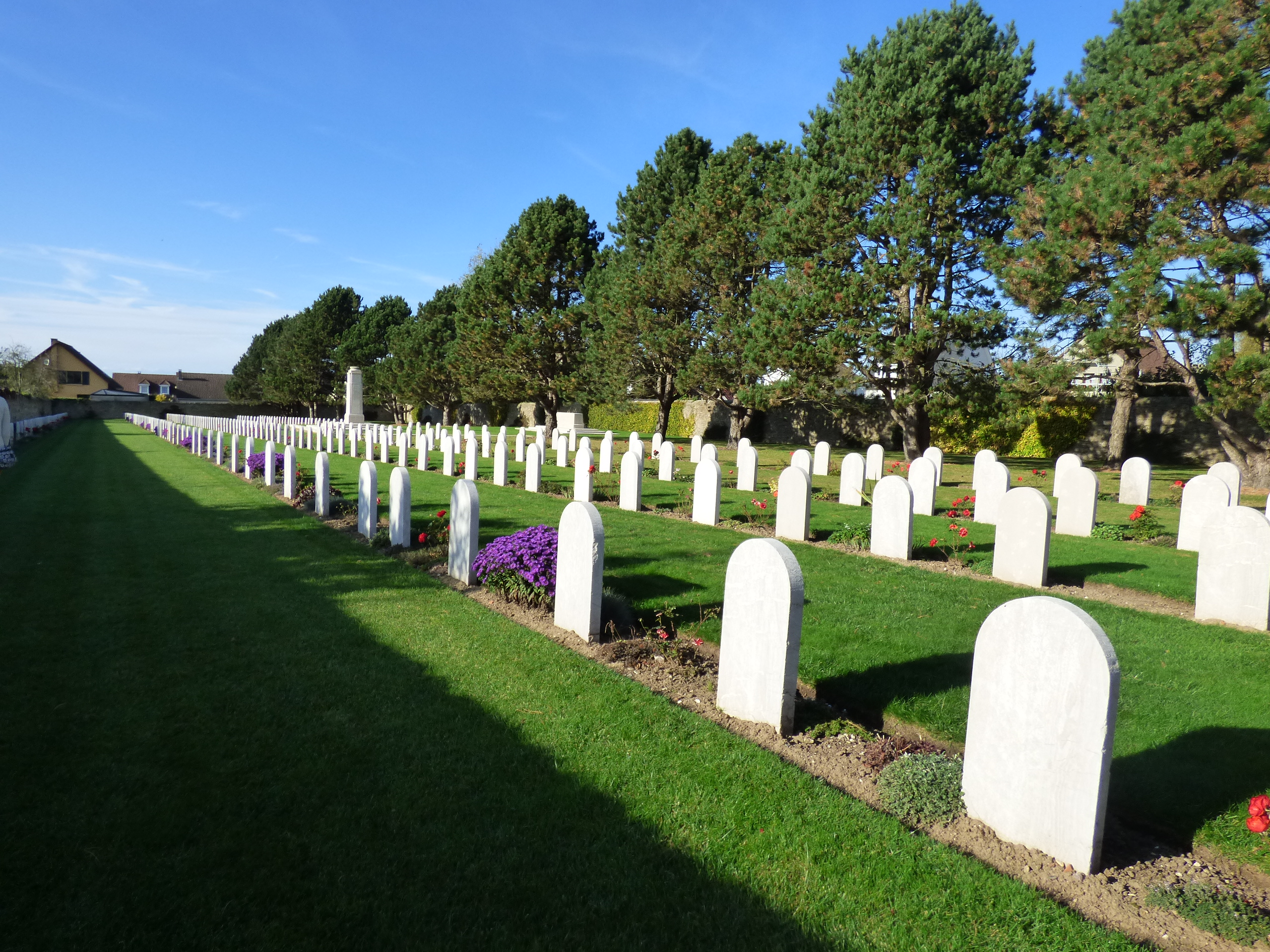
Cimetière militaire de Meerut.
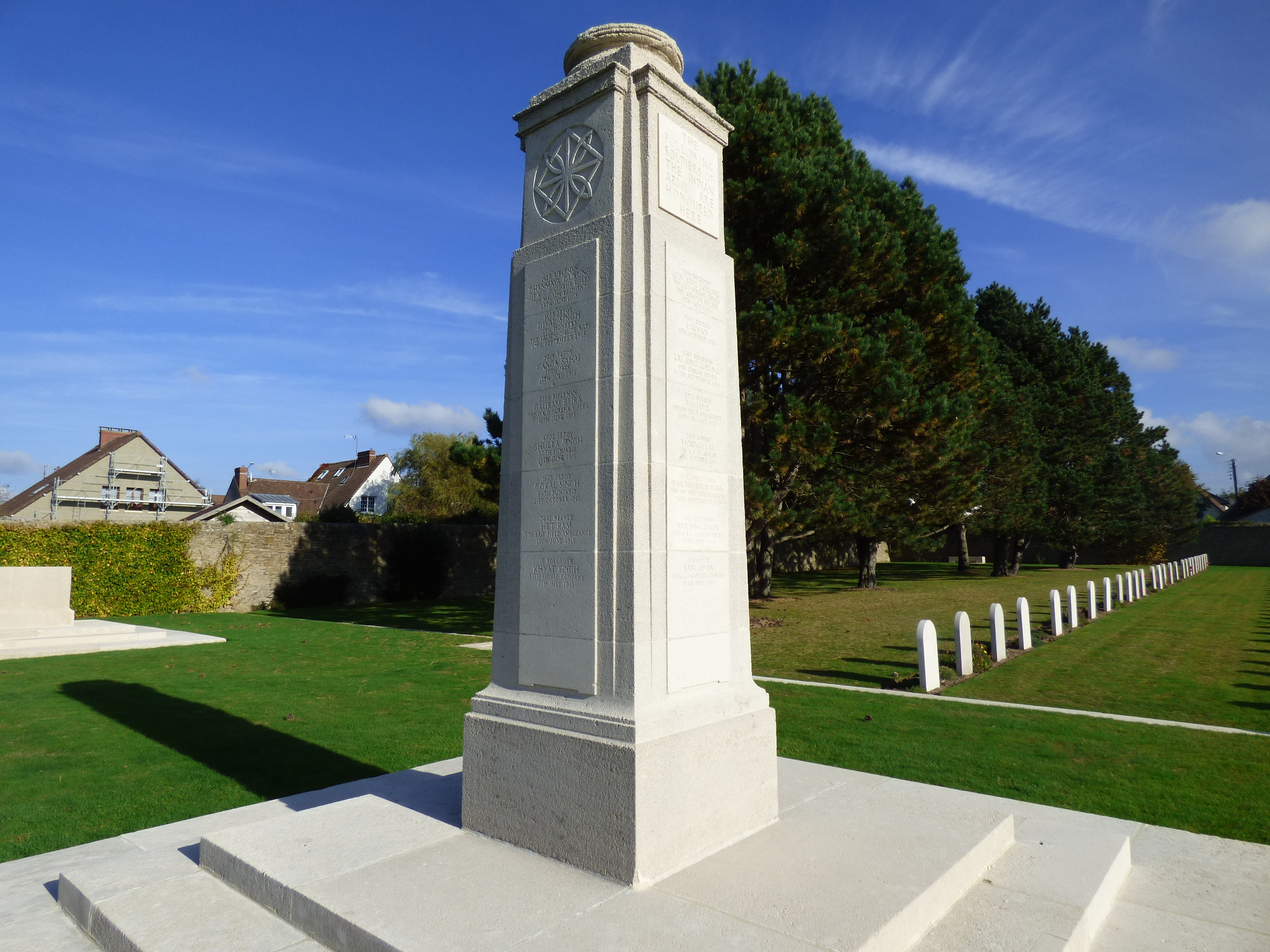
Mémorial du cimetière militaire de Meerut.

## Pour approfondir